# 七姊妹星團 (歌曲)
《七姊妹星團》（英語：'My Seven Stars'）是香港女子偶像組合Lolly Talk的第四首單曲，第三首派台歌曲，也是該組合2023年第一首派台歌曲，於2023年1月19日發行。
歌曲推出後成為903專業推介、中文歌曲龍虎榜、新城勁爆流行榜三台冠軍歌，亦是Lolly Talk首支三台冠軍歌。

## 創作背景
Lolly Talk在2022年推出了三首團歌，其中兩首派台。她們感到在成團至今受到支持者（「波板糖」）的支持，因而向創作班底建議將新歌送給他們。填詞人小克收到周國賢的曲後，感到曲風是以「青春」為主。他在擬定主題前，分別收到Lolly Talk每名成員的千字文，內容都是感激成團至今得到很多人的支持，還有身旁七位姊妹的鼓勵，才能追尋不可思議的女團之夢。由於想延續Lolly Talk以數字為歌名開頭的系列，小克就引用了天文學的「七姊妹星團」為題材，星團中除了有數顆明亮的星體外，事實上是由眾多行星互相牽引而組成，寓意Lolly Talk的每名成員身邊除了有「七位好姊妹」外，還吸引着越來越多支持者。

## 音樂錄像
《七姊妹星團》MV於九龍灣國際展貿中心Star Hall拍攝，邀請了上千名支持者參與，作曲者周國賢和監製Goro Wong也有參與。

## 製作
《七姊妹星團》是首時長3分35秒，日系搖滾粵語流行舞曲。

## 派台最高成績

### 903專業推介 走勢
| 周次             | 第4周   | 第5周  | 第6周   | 第7周   | 第8周   | 第9周  | 第10周  | 備註 |
| 放榜日期         | 1月28日 | 2月4日 | 2月11日 | 2月18日 | 2月25日 | 3月4日 | 3月11日 |      |
| 榜上位置         | 10      | 12     | 2       | 3       | 8       | 9      | 1       |      |
| 非官方播放率統計 | 10      | 11     | 19      | 15      | 11      | 11     | 20      | 97次 |
| ---------------- | ------- | ------ | ------- | ------- | ------- | ------ | ------- | ---- |

### 香港電台第二台 中文歌曲龍虎榜 走勢
| 周次     | 第4周   | 第5周  | 第6周   | 第7周   | 第8周   | 第9周  |
| 放榜日期 | 1月28日 | 2月4日 | 2月11日 | 2月18日 | 2月25日 | 3月4日 |
| 榜上位置 | 12      | 5      | 1       | 3       | 6       | 8      |
| -------- | ------- | ------ | ------- | ------- | ------- | ------ |

### 新城知訊台 勁爆本地榜 走勢
| 周次     | 第7周   | 第8周   | 第9周  | 第10周  | 第11周  | 第12周  | 第13周 | 第14周 |
| 放榜日期 | 2月18日 | 2月25日 | 3月4日 | 3月11日 | 3月18日 | 3月25日 | 4月1日 | 4月8日 |
| 榜上位置 | 14      | 10      | 9      | 6       | 7       | 6       | 8      | 1      |
| -------- | ------- | ------- | ------ | ------- | ------- | ------- | ------ | ------ |

### 加拿大至 HIT 中文歌曲排行榜 走勢
| 周次     | 第8周  | 第9周  | 第10周  | 第11周  | 第12周  | 第13周 |
| 放榜日期 | 2月5日 | 3月4日 | 3月11日 | 3月18日 | 3月25日 | 4月1日 |
| 榜上位置 | 20     | 17     | 18      | 11      | 7       | 19     |
| -------- | ------ | ------ | ------- | ------- | ------- | ------ |

### 各大流行榜最高位置
| 週榜單（2023年） | 最高名次 |
| ---------------- | -------- |
| 903專業推介      | 1        |
| 中文歌曲龍虎榜   | 1        |
| 新城勁爆流行榜   | 1        |

## 外部連結
- YouTube上的七姊妹星團MV （页面存档备份，存于）